# NGC 2532
NGC 2532 é uma galáxia espiral barrada (SBc) localizada na direcção da constelação de Lynx. Possui uma declinação de +33° 57' 22" e uma ascensão recta de 8 horas, 10 minutos e 15,2 segundos.
A galáxia NGC 2532 foi descoberta em 5 de Fevereiro de 1788 por William Herschel.